# Hickarören
Hickarören, Aligrundet och Vattungen är tre sammanbundna öar i Finland. De ligger  i Bottenviken och i kommunen Karleby i den ekonomiska regionen  Karleby i landskapet Mellersta Österbotten, i den nordvästra delen av landet. Ön ligger nära Karleby och omkring 420 kilometer norr om Helsingfors.
Öns area är 28,3 hektar och dess största längd är 0,9 kilometer i sydväst-nordöstlig riktning. Vägen från Karleby till Larsmo går över öarna.

## Klimat
Inlandsklimat råder i trakten. Årsmedeltemperaturen i trakten är 0 °C. Den varmaste månaden är juli, då medeltemperaturen är 16 °C, och den kallaste är februari, med −15 °C.